# Michał Winiarski

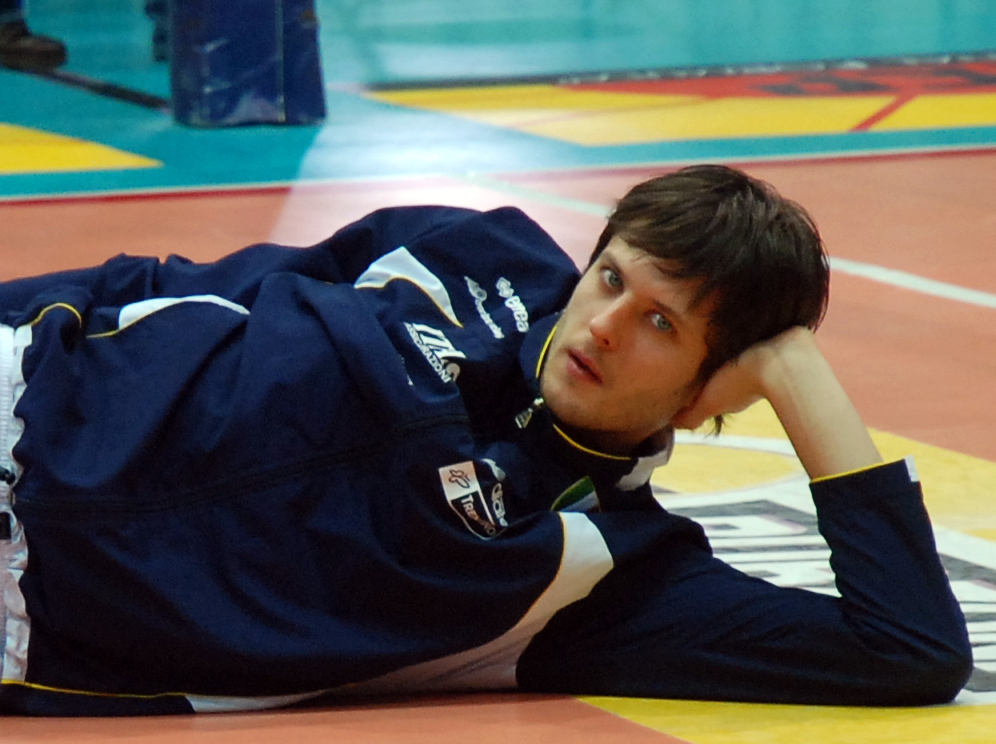
Michał durante un riscaldamento a Trento.

Michał Winiarski (Bydgoszcz, 28 settembre 1983) è un allenatore di pallavolo ed ex pallavolista polacco di ruolo di schiacciatore, tecnico del Warta Zawiercie e commissario tecnico della Germania.

## Carriera

### Giocatore
Iniziò la sua carriera professionistica a 17 anni, nelle file del Chemik Bydgoszcz. La prima squadra di alto livello nella quale giocò fu il Klub Sportowy AZS Częstochowa Sportowa, nel quale militò per 3 anni. Durante questo periodo entrò nel giro delle nazionali giovanili, conquistando nel 2003 la medaglia d'oro al Campionato mondiale juniores. L'anno successivo esordì per la prima volta nella Nazionale maggiore.
Nel 2005 si trasferì al Klub Piłki Siatkowej Skra Bełchatów, squadra di primo piano in Polonia. Al suo primo anno con la casacca giallo-nera vinse il campionato e la coppa nazionale; in quest'ultima venne premiato come miglior battitore. Con la Nazionale vinse la medaglia d'argento al campionato mondiale 2006, ricevendo anche l'onorificenza della medaglia d'oro al merito civile.
Nell'estate 2006 si trasferì in Italia, ingaggiato dalla Trentino Volley. A Trento, dove vestì la maglia numero 13, conquistò lo scudetto 2007-08 e la Champions League della stagione successiva (venendo anche premiato come miglior muro). Nel 2009 fece ritorno al Klub Piłki Siatkowej Skra Bełchatów, ricominciando a vincere campionati e coppe nazionali.
Dopo il suo rientro in patria ed un breve periodo di esclusione dal giro della nazionale, si riconfermò a livelli di vertice, venendo nuovamente convocato dal neo CT Andrea Anastasi. Con lui alla guida conquistò l'argento alla Coppa del Mondo 2011. Nella stagione 2013-14 viene ingaggiato dal Volejbol'nyj klub Fakel nella Superliga russa; con la nazionale vince la medaglia d'oro al campionato mondiale 2014.
Nel campionato 2014-15 fa nuovamente ritorno al Klub Piłki Siatkowej Skra Bełchatów, aggiudicandosi la Supercoppa polacca 2014 e la Coppa di Polonia 2015-16: al termine della stagione 2016-17 annuncia il suo ritiro dall'attività agonistica.

### Allenatore

#### Club
Appena terminata la carriera agonistica rimane allo Skra Bełchatów dove ricopre per due stagioni il ruolo di vice dell'allenatore italiano Roberto Piazza
Nell'annata 2019-20 fa il proprio esordio come primo allenatore, guidando il Trefl Gdańsk in Polska Liga Siatkówki per tre campionati, mentre a partire dalla stagione 2022-23 si trasferisce sulla panchina del Warta Zawiercie, sempre nel massimo campionato polacco.

#### Nazionale
Nel 2022 viene nominato nuovo allenatore della nazionale maschile tedesca
prendendo il posto di Andrea Giani.

## Palmarès

### Club
- Campionato polacco: 3

2005-06, 2009-10, 2010-11
- Campionato italiano: 1

2007-08
- Coppa di Polonia: 4

2005-06, 2010-11, 2011-12, 2015-16
- Supercoppa polacca: 1

2012, 2014
- Champions League: 1

2008-09

### Nazionale (competizioni minori)
- Campionato mondiale Under-21 2003
- Memorial Hubert Wagner 2007
- Memorial Hubert Wagner 2012
- Memorial Hubert Wagner 2013

### Premi individuali
- 2006 - Coppa di Polonia: Miglior servizio
- 2007 - Memorial Hubert Wagner: Miglior ricevitore
- 2007 - World League: Miglior ricezione
- 2007 - Miglior giocatore polacco dell'anno
- 2008 - Giochi della XXIX Olimpiade: Miglior ricevitore
- 2008 - Miglior giocatore polacco dell'anno
- 2009 - Champions League: Miglior muro
- 2012 - Coppa di Polonia: Miglior ricezione
- 2012 - Champions League: Miglior ricevitore
- 2012 - Memorial Hubert Wagner: Miglior ricevitore